# Tadeusz Broniewski (chemik)
Tadeusz Broniewski (ur. 17 maja 1925, zm. 28 lipca 2011) – profesor nauk technicznych o specjalności chemia budowlana, ochrona budowli przed korozją, technologia materiałów budowlanych.
Był wykładowcą Politechniki Krakowskiej, wicedyrektorem Instytutu Materiałów i Konstrukcji Budowlanych, twórcą i liderem zespołu chemii budowlanej w Katedrze Materiałów Budowlanych i Ochrony Budowli. Był współautorem podręcznika Chemia w budownictwie. Odznaczony Krzyżem Kawalerskim Orderu Odrodzenia Polski, Medalem KEN, Złotą Odznaką miasta Krakowa i Złotą Odznaką Zasłużonego Działacza Kultury.
Został pochowany na Cmentarzu Salwatorskim w Krakowie.